# آي بود تاتش
الآي بود تاتش (علامة تجارية تسوق تحت اسم iPod touch) هو مشغل وسائط محمول، ومساعد رقمي شخصي، وجهاز واي فاي متنقل تصممه وتسوقه شركة أبل، المنتج ظهر يوم 5 سبتمبر، 2007 في مناسبة خاصة تدعى "The Beat Goes On".  الآي بود تاتش يضيف واجهة المستخدم الرسومية المتعددة اللمس إلى خط الآي بود. هذا هو أول أي بود يحتوي على اتصال لاسلكي بمتجر آي تونز، وأيضا مع متجر التطبيقات، مما يمكن شراء وتحميل المحتوى المراد مباشرة على الجهاز. أبل باعت 20 مليون وحدة من آي بود تاتش حتى سبتمبر 2009.
الآي بود تاتش حاليا هو في إصداره السابع (7th Gen)، وهو يتوفر بثلاث إصدارات 32، 128 و 256 جيجابايت من الذاكرة الوميضية. وإن الجيل السابع، يتميز بأزرار خارجية للتحكم في مستوى الصوت، ومكبر صوت مدمج، ظهر محدب، إضافة نايكمدمجة، ويدعم البلوتوث (للعب الجماعي)، والقدرة على توصيل ميكروفون، ازيح عنه الستار يوم 28 مايو 2019 الجيل السابع من آي بود تاتش يعمل بنظام آي أو إس الجديد الجيل 13 ويدعم iOS 14.

## المواصفات
آي بود تاتش له شكل مستطيل مع أطراف مدورة، مع شاشة لمس زجاجية تغطي معظم السطح العلوي مع زر إغلاق أعلى الشاشة. وظائف الشاشة مماثلة للوحة التوجيه متعددة اللمس كالتي تستخدم في الخط الحاليلأبل من أجهزة الكمبيوتر المحمول. ميزات اللمس والإشارة في آي بود تاتش تستند إلى تقنية متقدمة مطورة في الأصل من قبل فينجر ووركس. 
الشاشة الرئيسية لديها قائمة من الإيقونات التي تشير إلى التطبيقات المتاحة. جميع نماذج الآي بود تاتش تشمل تطبيقات مثل الموسيقى، الفيديو، والصور (جماعيا ازدواج الوظائف القياسية للآي بود كلاسيك)، آي تيونز (توفير الوصول إلى ذاكرة موسيقى الواي فاي) ، سفاري ، يوتيوب ، التقويم، الأسماء، الساعة، والآلة الحاسبة، والضبط. النماذج اللاحقة أضافت البريد الالكتروني (الوصول إلى البريد الإلكترونيPOP / IMAP / SMTP)، و الخرائط، والأرصدة، والملاحظات، والطقس، والتي يمكن أيضا أن تضاف إلى النماذج السابقة من خلال شراء مطور للبرمجيات. يمكن للمستخدم إضافة روابط مباشرة لمواقع ويب، وتدعى «قصاصات الويب»، إلى الشاشة الرئيسية. جميع نماذج آي بود تاتش مجهزة بواي فاي 802.11 b/ g.
في 15 يوليو، عام 2008، الإصدار 2.0 من تحديث برامج اي فون أطلق للشراء لأجهزة أي بود تاتش. التحديث سمح لأجهزة الجيل الأول من آي بود تاتش بالوصول إلى مخزن التطبيقات لتحميل تطبيقات الطرف الثالث، بالإضافة إلى مجموعة من الحلول البسيطة للمشكلات.
في 17 حزيران 2009، أطلق الإصدار 3.0 من تحديث البرامج لآي فون من أجل شراؤه لأجهزة أي بود تاتش. التحديث يسمح للأجهزة باستخدام تطبيقات جديدة، ويفتح في خاصية البلوتوث للجيل الثاني من أجهزة أي بود تاتش، ويوفر البلوتوث ستيريو وتطبيقات نظير إلى نظير.
في 9 سبتمبر، 2009 تمت إضافة إصدار 64GB وطراز 16GB أزيل من خط المتابعة.
آي بود تاتشcydia

## مقارنات بينه وبين أي فون ومقارنات النموذج
آي بود تاتش و آي فون، الجهازان ذكيان من قبل شركة آبل، يشتركان في نفس الأجزاء المادية وتشغيل نفس نظام تشغيل آي فون. آي بود تاتش يفتقر إلى بعض من سمات أي فون، مثل الوصول إلى الشبكات الخلوية والكاميرا المدمجة (و الميكروفون في الموديلات القديمة)، نتيجة لذلك، آي بود تاتش أقل حجما وأخف وزنا من أي فون. ستيف جوبز أشار مرة إلي آي بود تاتش بأنه «دورات التدريب لآي فون».
الجيل الثاني من آي بود تاتش يتميز بمتحكم صوت خارجي ومكبر صوت مدمج مثل اي فون. الجيل الثاني يأتي أيضا مع إطار الكروم الموجود على أي فون الجيل الثالث 3G، مما يجعل الاثنين متطابقان تقريبا عندما ينظر اليهما من الأمام. ومع ذلك، توجد بعض الاختلافات الملحوظة، حيث لا يوجد مكبر صوت فوق الشاشة، ولا متحكم الصامت/الجرس، الظهر من المعدن، وزر النوم/الاستيقاظ على الجانب الآخر. الجيل الثاني وتدعم إدخال الصوت عند يتم توصيل سماعه ذات ميكروفون بفتحة مخرج الصوت (سماعة اذن) الإصدار 2.0 من تحديث برمجيات آي بود تاتش يدعم وصول محمي للشبكات اللاسلكية مع التوثيق802.1X. الإصدار 3.0 من تحديث نظام التشغيل لآي فون يتيح إمكانية البلوتوث على الجيل الثاني من أجهزة أي بود تاتش، حيث تشمل رقاقة الواي الفاي (برودكم BCM4325) على دعم البلوتوث.
الجيل الثاني من أجهزة أي بود تاتش يقال انها تعطي اصفرار خفيف أثناء العرض، بالمقارنة مع آي فون أو آي بود تاتش الأصلي. المعالج التطبيقات داخل الجيل الثاني من آي بود تاتش يعمب أسرع قليلا من المعالج داخل آي فون الجيل الثالث 3G، ولكن بوتيرة أبطأ من 3Gs آي فون. الجيل الأول من آي بود تاتش يعمل مع كافة الأجهزة الطرفية «المصنوعة لآي بود»، ولكن بعض التغييرات التي أدخلتها أبل على الجيل الثاني من آي بود تاتش تمنع بعض الأجهزة الطرفية الموجودة من العمل على المشغل المحدث. ميزة جوجل ستريت فيو المضافة في إصدار الصيغة 2.2 لآي فون غائبة عن نفس إصدار لآي بود تاتش  ولكن تم وضعه في التحديث 3.0.
أبل تلقت انتقادات بسبب معاملتها التفضيلية لأصحاب آي فون وآي بود تاتش. وهذا النقد مستهدف بالدرجة الأولى نحو أبل المهتمة بأصحاب آي بود تاتش من حيث تحديثات البرامج الرئيسية لنظام التشغيل أي فون حيث ان اصحاب أي فون لا يحصلون على أي اهتمام، وكذلك استبعاد بعض الميزات من برامج آي بود تاتش المضمنة في أي فون. قيل أن أبل يمكنها ان تضيف ميزات مجانية لآي فون لأن العائدات تحتسب على أساس الاشتراك وفقا لقواعد المحاسبة، وبدلا من أن تدفع مرة واحدة.

## الطرازات
| الجيل  | الصورة | السعة                              | الاتصال                                                 | موعد الإطلاق             | الحد الأدنى من نظام التشغيل | دوام البطارية (بالساعات) |
| الأول  | | 8 جيجابايت 16 جيجابايت             | USB عبر حوض موصل (السلك الناري للشحن فقط) [بحاجة لمصدر] | 5 سبتمبر 2007            | ماك: 10.4 ويندوز: إكس بي    | الصوت : 22 الفيديو : 5   |
| الأول  | 32 جيجابايت | 5 فبراير 2008                      | USB عبر حوض موصل (السلك الناري للشحن فقط) [بحاجة لمصدر] |                          | ماك: 10.4 ويندوز: إكس بي    | الصوت : 22 الفيديو : 5   |
| الأول  | أول آي بود مع واي فاي و واجهة اللمس المتعدد. ميزات متصفح الويب سفاري والوصول اللاسلكي إلى آي تيونز ويوتيوب. 32أضيف نموذج 32 جيجابايت في وقت لاحق. نظام التشغيل آي فون 2.0 والوصول إلى ذاكرة التطبيقات يتطلب رسم ترقية.                                                                                    |                                    |                                                         |                          |                             |                          |
| الثانٍي | | 8 جيجابايت 16 جيجابايت 32 جيجابايت | USB عبر حوض موصل                                        | 9 سبتمبر 2008            | ماك: 10.4 ويندوز: إكس بي    | الصوت : 36 الفيديو : 6   |
| الثانٍي | ظهر كروم مدبب جديد مع وظائف نايك +، وأزرار الصوت، ومكبر صوت مدمج. نظام التشغيل آي فون 2.0 والوصول إلى مستوى ذاكرة التطبيقات. دعم بلوتوث أضيف ولكن لم تكن نشطة حتى نظام التشغيل اي فون 3.0، الأمر الذي يتطلب رسم الترقية. الدعم للميكروفون الخارجي أضيف.نماذج 16 و32 جيجابايت أوقف في أيلول / سبتمبر 2009. |                                    |                                                         |                          |                             |                          |
| الثالث | 32 جيجابايت 64 جيجابايت | USB عبر حوض موصل                   | 9 سبتمبر 2009                                           | ماك: 10.4 ويندوز: إكس بي | الصوت : 30 الفيديو : 6      |                          |
| الثالث | تم تحديثه ليشمل الترقية الداخلية من آي فون 3GS؛ ويشمل دعم التحكم الصوتي، التقنية الصوتية (في النماذج 32 جيجابايت و64 جيجابايت)، وسماعات المجمعة اللاسلكية مع الميكروفون. يباع بشكل متزامن مع الجيل الثاني من طراز 8GB.                                                                                    |                                    |                                                         |                          |                             |                          |
| الرابع | 8 جيجابايت 32 جيجابايت 64 جيجابايت | [USB] عبر حوض موصل                 | 1 سبتمبر 2010                                           |                          |                             |                          |
| الخامس | 16 جيجابايت 32 جيجابايت 64 جيجابايت | [USB] عبر حوض موصل                 | 11 أكتوبر 2013                                          |                          |                             |                          |
| السادس | 16 جيجابايت 32 جيجابايت 64 جيجابايت 128 جيجابايت | [USB] عبر حوض موصل                 | 11 يوليو 2015                                           |                          |                             |                          |

## المتطلبات
نتيجة للإضافات الجديدة، آي بود تاتش يحتاج إلى اتصال بجهاز الكمبيوتر للإعداد الأولي. رسميا، أبل تتطلب تحميل آي تونز على أي جهاز بنظام تشغيل ماكنتوش أو ويندوز لإعداد آي بود تاتش. على أي من أنظمة التشغيل، يجب أن يكون آي بود تاتش متصلا من خلال منفذ [USB]،  للمرة الأولى التي يتم فيها تشغيل آي بود تاتش، سيتم عرض صورة «كابل آي تيونز المتصل» بشكل مستمر حتى يتم توصيل آي بود تاتش بجهاز الكمبيوتر الذي يشغل أي تيونز.
لاستخدام آي بود تاتش لشراء المنتجات من مخزن آي تيونز ميوزيك عن طريق واي فاي، حساب مخزن أي تيونز ميوزيك يجب أن ينشأ وتفاصيل الحساب يتم إدخالها من خلال الآي بود. July 2009[بحاجة لمصدر]
أبل ذكرت أن الأشياء التالية مطلوبة من أجل آي بود تاتش:
- كمبيوتر يشغل إما:
  - ماكنتوش 10.4.10 أو إصدار لاحق
  - مايكروسوفت ويندوز إكس بي مع SP2 أو إصدار لاحق، أو مايكروسوفت ويندوز فيستا (32 أو 64 بت)
- أي تيونز 8.2 لنظام التشغيل آي فون 3.0.x أو إصدار لاحق، أي تيونز 8.0 لنظام التشغيل فون 2.1.x، أي تيونز 7.6 لنظام التشغيل 2.0.x أو إصدار سابق
- توفر فتحة USB 2.0

## تطبيقات الطرف الثالث
الرسمية الوحيدة طريقة للحصول على تطبيقات الطرف الثالث لبود تاتش هو آبل التطبيق المتجر، والتي هي فرع من تيونز. والتطبيق المتجر التطبيق، متوفرة في كافة إصدارات نظام التشغيل أي فون أي فون 2.0 من نظام التشغيل وما بعده، يتيح للمستخدمين تصفح وتنزيل تطبيقات من مستودع واحد على الإنترنت (التي استضافتها أبل) مع تيونز. لتطوير مثل هذه البرامج، ومجموعة أدوات تطوير البرمجيات (SDK) أعلن رسميا يوم 6 مارس، 2008، في تفاحة تاون هول الاجتماع. وSDK فون تسمح للمطورين لتقديم طلبات للبود تاتش فون وبعد دفع الرسوم للانضمام إلى فريق التطوير. المطور ثم يمكن تحديد السعر لأنهم تطوير التطبيقات وسوف تتلقى 70 ٪ من المبالغ التي حصل. المطور ويمكن أيضا أن تختار للإفراج عن تطبيق للحرية ولن تدفع أية تكاليف إضافية.
بعد وقت قصير من بود تاتش أطلق سراحه، والمتسكعين كانت قادرة على "الهروب من السجن" الجهاز من خلال استغلال المشاجره. التطبيق الناتج تمكين المستخدم من تحميل مجموعة من البرامج غير رسمية من طرف ثالث. بعض هذه إعطاء المستخدم المزيد من السيطرة على أجهزة أي بود تاتش رسميا مما هو متاح، وأيضا يجعل من الممكن لتثبيت لينكس أنظمة التشغيل على الجهاز. جميع الإصدارات رسميا من أي فون من خلال نظام التشغيل 3.0 يمكن jailbroken،  ولكن لا يمكن أن الإصدار 3.1 في الوقت الذي أفرج عنه. خدمة آي بود تاتش بعد التعديلات jailbreaking أو غيرها من الوسائل غير الرسمية التي قدمتها ليست مشمولة آبل الضمان.

## المواصفات
المواصفات على النحو الوارد على موقع أبل للجيل الثاني 8GB آي بود تاتش والجيل الثالث من أجهزة أي بود تاتش هي:
- المادة الشاشة: الزجاج (الزرنيخ الحرة)
- حجم الشاشة: 3.5 في
- دقة الشاشة: 480 × 320 مقصف على 163 نقطة في البوصة، مع 3:2 نسبة الارتفاع
- أسلوب الإدخال: متعدد الشاشات التي تعمل باللمس واجهة، النوم واليقظة زر، والتسارع، زر الصفحة الرئيسية، وحجم الروك أزرار (2nd/3rd الجنرال فقط)
- نظام التشغيل: آي أو إس (الإصدار الحالي 5.1.1، رقم بناء 9B206)
- التخزين: 8 و32 و64 جيجابايت من ذاكرة فلاش
- وحدة المعالجة المركزية: في البداية أرمينيا 400 ميغاهرتز، ولكن الآن 412 ميغاهيرتز ل1st الجيل، 533 ميغاهيرتز [26] ل2nd جيل وأرمينيا اللحاء - A8 833 ميغاهيرتز underclocked ل600MHz ل3rd جيل  {{استشهاد}}: استشهاد فارغ! (مساعدة)
- الجرافيك: PowerVR MBX ايت في 2nd جيل [27] وPowerVR بورصة سنغافورة الجرافيك ل3rd جيل [بحاجة لمصدر]
- ذاكرة: 128 ميجابايت الدرهم في 1st & 2nd جيل و256 ميغابايت في الدرهم 3rd جيل
- واي فاي (802.11 ب / ز)
- المدمج في القابلة لإعادة الشحن، وغير قابلة للإزالة بطارية الليثيوم مع ما يصل إلى 6 ساعات من عرض الفيديو، وتصل إلى 36 (30 في 3rd الجنرال وخريف 2009 2nd الجنرال) ساعة من الصوت، وأحيانا تختلف.
- المدمج في اللغة السمعية.[28]
- 3.5 ملم جاك الإنتاج السمعي
- الحجم: 110 × 61.8 × 8 مم (4.3 × 2.4 × 0.33 إنش)
- الوزن: 115 غرام (4.1 أونصة)
- مباشرة اي تيونز واي فاي متجر موسيقى وصول
- الفيديو عريضة
- وشملت التطبيقات: سفاري ومتصفح الإنترنت، يوتيوب العميل، بريد عميل البريد الإلكتروني، وخرائط جوجل
- الحصول على بكالوريوس المتجر (يتطلب نظام التشغيل اي فون 2.0 أو أحدث)
- الحاجيات: مخزون، الطقس، ملاحظات
- الوصول إلى الموسيقى ستاربكس (متوفر فقط في مدن مختارة في جميع أنحاء الولايات المتحدة) [29][30]

## الروابط الخارجية
- الصفحة الرسمية للأيبود تاتش
- المواصفات التقنية (جميع النماذج)